# مجموع رامانوجان
در نظریه اعداد، شاخه ای از ریاضیات، مجموع رامانوجان، که معمولاً با (cq(n علامت گذاری می‌شود، تابعی از دو متغیر صحیح مثبت q و n است که با رابطه زیر تعریف شده‌اند:
{\displaystyle c_{q}(n)=\sum _{a=1 \atop (a,q)=1}^{q}e^{2\pi i{\tfrac {a}{q}}n},}
که در آن ۱ = (a, q) به این معنی است که a تنها مقادیری را می‌پذیرد که نسبت به q اول است یا به عبارتی a و q متباین اند.
سرینیسوا رامانوجان این مجموع را در مقاله ای در سال ۱۹۱۸ ارائه کرد. علاوه بر مجموعی که در این مقاله بحث شده، مجموع رامانوجان هم چنین در اثبات قضیه وینوگرادو استفاده شده‌اند که بیان می‌کند که اعداد فرد به اندازه کافی بزرگ مجموع سه عدد اول هستند.

## یادداشت
1. ↑  Ramanujan, On Certain Trigonometric Sums ...
2. ↑  Nathanson, ch. 8